# Викрита Ізіда
«Ви́крита Ізі́да» (англ. Isis Unveiled) — ключ до таємниць давньої і сучасної науки та теології, опубліковано в 1877 році. Книга базується на герметичній філософії та є першою великою роботою Блаватської Олени Петрівни і, як результат, ключовим твором створеного нею теософського товариства. Книга була написана в 2-х томах в період з 1875 по 1877 рік. В її основу лягли релігійні аспекти філософських робіт Платона, Плотіна, Піфагора, Парацельса, Джордано Бруно та ін., класичних релігійних текстів християнства, буддизму, індуїзму, зороастризму та ін., що мали на меті досягти «визнання герметичної філософії як такої, що є єдиним ключем до Абсолютного в науці та теології».

## Історія написання та публікація

### Початок роботи
Г. С. Олкотт згадував, як влітку 1875 року О. П. Блаватська повідомила йому про те, що вона отримала вказівку Вчителя розпочати підготовку матеріалів з історії та філософії Східних Шкіл та їх взаємовідносин з сучасністю, котрі пізніше передбачалося опублікувати. Проте можливість зайнятися книгою впритул, з'явилася лише через один чи два місяці після створення Теософського Товариства. Олкотт розповідав про роботу Блаватської:
«За все її попереднє життя вона не виконала і десятої частини цієї літературної праці, і я ніколи не зустрічав подібної витривалості і невтомної працездатності. З ранку до ночі вона була за своїм робочим столом, і рідко хто з нас вкладався спати раніше другої години ночі».

### Вибір назви
В листі А. Аксакову від 20 вересня 1875 року Блаватська повідомляє попередню назву майбутньої книги: Skeleton Key to mysterious Gates («Ключ від таємних воріт»). Пізніше книгу почали називати The veil of Isis («Покривало Ізіди»), і перший том вийшов саме під цією назвою. Проте Дж. У. Боутон, видавець книги, дізнався, що в Англії вже існує книга з однойменною назвою. В результаті книга отримала свою кінцеву назву «Викрита Ізіда»

### Публікація
Книга була опублікована у вересні 1877 року в м.Нью-Йорк у видавництві J.W. Bouton. Нью-йоркська газета The Herald Tribune назвала цю працю однією з «найцікавіших книг століття», більшість газет та журналів давали аналогічні відгуки.

## Цікаві факти
- Книга справила велике враження на читаючих і мислячих людей — перший тираж в тисячу екземплярів був розпроданий впродовж десяти днів.[3]
- Після публікації «Ізіди» індійські брагмани прислали Блаватській диплом, що засвідчував її прийняття до Ложі Бенареського товариства Сат-Бай, з Англії надійшов масонський диплом і знак — рубіновий хрест і троянда. В листі до Росії вона жартувала:

«Я, значить, нині — „Таємничий Масон“!.. Того і дивися за чесноти мої мене в папи Римські посадять…»